# Rafaël Herman Anna Govaerts
Rafaël Herman Anna Govaerts ( 1968) es un botánico belga.
Trabaja como investigador y curador en el Real Jardín Botánico de Kew. Desde 1995 participa activamente en la compilación del World Checklist of Euphorbiaceae (sensu lato), como parte de un "Proyecto Global de Datos". Y en 2000, la data se publica por "RBG Kew" en cuatro vols. con 1.622 pp. de "Lista y Bibliografía de Euphorbiaceae (y de Pandaceae) × R. Govaerts, D.G. Frodin & A. Radcliffe-Smith.
Desde 2006, la continua e incesante carga de información al Proyecto se encuentra en internet en http://www.kew.org/wcsp/malpighiales (enlace roto disponible en Internet Archive; véase el historial, la primera versión y la última).

## Otras publicaciones
- rafael h.a. Govaerts, david g. Frodin, a. radcliffe-Smith. 2000. World Checklist and Bibliography of Euphorbiaceae (and Pandaceae). Volumen 4 de World checklists and bibliographies. Editor Royal Botanic Gardens, Kew, 4.189 pp. ISBN 1842460013

- --------------------------------. 1999a. The species. Volumen 3, Parte 1 de World checklist of seed plants. Editor MIM, 567 pp.

- --------------------------------. 1999b. The synonyms. Volumen 3 de World checklist of seed plants. Editor MIM, 474 pp.

- La abreviatura «Govaerts» se emplea para indicar a Rafaël Herman Anna Govaerts como autoridad en la descripción y clasificación científica de los vegetales.[1]